# Gabriel-Henri Gaillard
Pour les articles homonymes, voir Gaillard.
Gabriel-Henri Gaillard (26 mars 1726 à Ostel - 13 février 1806 à Vineuil-Saint-Firmin) est un avocat, grammairien, critique littéraire et historien français.

## Vie et œuvre
Il fait des études de droit mais se tourne vers la carrière littéraire et devient rédacteur au Mercure de France et au Journal des savants. Son Essai de rhétorique à l’usage des demoiselles, qu'il publie à l'âge de vingt ans et dans lequel il écrit que la compagnie des femmes « est absolument nécessaire pour polir l'esprit », connaît un franc succès et sera souvent réédité. Il est également l'auteur de nombreux éloges académiques et l'éditeur des œuvres complètes de Pierre Laurent de Belloy, mais c'est en tant qu'historien qu'il reste connu, principalement pour les onze volumes de son Histoire de la rivalité de la France et d'Angleterre, dont le premier paraît en 1771. Il est également l'auteur principal des volumes d'Histoire de l'Encyclopédie méthodique. Ami de Lamoignon de Malesherbes pendant près de 40 ans, il publiera sa biographie en 1805.
Il est élu membre de l'Académie des inscriptions et belles-lettres en 1761 et membre de l'Académie française en 1771.

## Principaux ouvrages
- Essai de rhétorique françoise à l'usage des jeunes demoiselles, avec des exemples tirés, pour la plupart, de nos meilleurs orateurs et poëtes modernes (1746)
- Poétique françoise à l'usage des dames, avec des exemples (1749)
- Parallèle des quatre Électres de Sophocle, d'Euripide, de M. de Crébillon et de M. de Voltaire (1750)
- Histoire de Marie de Bourgogne, fille de Charles le Téméraire (1757)
- Histoire de François Ier, roi de France, dit le grand roi et le père des lettres (1769)
- Histoire de la rivalité de la France et de l'Angleterre. Histoire de la querelle de Philippe de Valois et d'Édouard III, continuée sous leurs successeurs, pour servir de suite et de seconde partie à l'Histoire de la rivalité de la France et de l'Angleterre. Supplément à l'Histoire de la rivalité de la France et de l'Angleterre, et à l'Histoire de la querelle de Philippe de Valois et d'Édouard III (11 vol.) (1771-77)
- Histoire de Charlemagne, précédée de considérations sur la première race, et suivie de considérations sur la seconde (1782)
- Histoire de la rivalité de la France et de l'Espagne, contenant l'histoire de la rivalité : 1 ̊des maisons de France et d'Aragon, 2 ̊des maisons de France et d'Autriche (8 vol.) (1801)
- Vie ou Éloge historique de M. de Malesherbes, suivie de la vie du premier président de Lamoignon son bisaïeul, écrites l'une et l'autre d'après les Mémoires du temps et les papiers de la famille (1805)
- Mélanges académiques, poétiques, littéraires, philologiques, critiques et historiques (4 vol.) (1806)
- Études sur La Fontaine ou Notes et excursions littéraires sur ses fables, précédées de son éloge inédit (1812)